# Colibrí maragda occidental
Chlorostilbon melanorhynchus és una espècie d'ocell de la família dels troquílids (Troquilidae) que rep en anglès el nom de "Western emerald" (colibrí maragda occidental)

## Taxonomia
Descrit originalment com una espècie, més tard va passar a ser considerada una subespècie del colibrí maragda cuablau (Chlorostilbon mellisugus). A principi del present segle, ha tornat a ser considerat una espècie de ple dret, encara que algunes classificacions continuen ubicant-la dins C. mellisugus.